# 토카타
토카타(Toccata)는 건반악기를 위한 즉흥풍의 악곡의 형식이다.
17세기부터 18세기 전반에 걸쳐 전성기를 이룬, 건반악기(鍵盤樂器)를 위한 곡의 일종이다. 폭 넓은 화음과 빠른 음표로 된 악구의 교체, 모방 양식으로 된 푸가적 부분, 분명한 주제적 성격을 가지지 않는 음형(音型)의 반복, 템포의 느리고 빠름이 자유로운 것이 특징이다. 형식적으로는 가장 자유로운 것의 하나로서, 즉흥적 요소가 강하다. 본래 토카타란 단어는 이탈리아어인 toccare(접촉하다)에서 유래한 것으로, '건반에 손을 댄다', '새로 만들어진 악기를 시주(試奏)한다'는 것을 뜻한다.

## 같이 보기
- 푸가
- 전주곡
- 소나타
- 토카타와 푸가

## 참고 문헌
- 이 문서에는 다음커뮤니케이션(현 카카오)에서 GFDL 또는 CC-SA 라이선스로 배포한 글로벌 세계대백과사전의 내용을 기초로 작성된 글이 포함되어 있습니다.